# Stieltjes-Konstanten
Die Stieltjes-Konstanten {\displaystyle \gamma _{n}} sind eine Folge reeller Zahlen, die durch den Grenzwert
{\displaystyle \gamma _{n}:=\lim _{N\to \infty }\left(\sum _{k=1}^{N}{\frac {(\log k)^{n}}{k}}-{\frac {(\log N)^{n+1}}{n+1}}\right),\quad n=0,1,2,\dotsc }
definiert sind, wobei {\displaystyle \gamma _{0}} die Eulersche Konstante {\displaystyle \gamma } ist. Es wird vermutet, dass die {\displaystyle \gamma _{n}} irrational sind. Ein Beweis dafür konnte bislang nicht erbracht werden.
Aufgrund ihrer Definition werden sie gelegentlich auch als verallgemeinerte Eulersche Konstanten bezeichnet.
Sie treten in der Laurent-Entwicklung der Riemannschen Zetafunktion
{\displaystyle \zeta (s)={\frac {1}{s-1}}+\sum _{n=0}^{\infty }{\frac {(-1)^{n}\gamma _{n}}{n!}}(s-1)^{n}}
und bei der Auswertung gewisser bestimmter Integrale auf:
{\displaystyle \int \limits _{0}^{\infty }{\frac {(\log x)^{2}}{e^{x}+1}}\,\mathrm {d} x=(\log 2)\,\left({\frac {1}{3}}(\log 2)^{2}+\zeta (2)-\gamma ^{2}-2\gamma _{1}\right)=1{,}121192486\dots }
Sie hängen eng mit den Zahlen
{\displaystyle \tau _{n}:=\sum _{k=1}^{\infty }(-1)^{k+1}{\frac {(\log k)^{n}}{k}},\quad n=0,1,2,\dotsc }
zusammen. Diese lassen sich numerisch gut über eine Konvergenzbeschleunigung (fortgesetzte Mittelung) berechnen. Es gilt die Rekursion
{\displaystyle \tau _{0}=\log 2}
{\displaystyle \tau _{n}={\frac {(\log 2)^{n+1}}{n+1}}-\sum _{k=0}^{n-1}{\binom {n}{k}}(\log 2)^{n-k}\cdot \gamma _{k},\qquad n=1,2,\dotsc }
und die explizite Darstellung mit Hilfe der Bernoullischen Zahlen:
{\displaystyle \gamma _{n}=-{\frac {1}{n+1}}\sum _{k=0}^{n+1}{\binom {n+1}{k}}B_{n+1-k}(\log 2)^{n-k}\cdot \tau _{k},\quad n=0,1,2,\dotsc }
Aus der Rekursion ergibt sich für {\displaystyle n=1} die Identität {\displaystyle \tau _{1}={\tfrac {1}{2}}(\log 2)^{2}-\gamma \log 2}, d. h. für die eulersche Konstante die alternierende Reihe
{\displaystyle \gamma ={\frac {1}{2}}\log 2+{\frac {1}{\log 2}}\sum _{k=2}^{\infty }(-1)^{k}{\frac {\log k}{k}}={\frac {1}{2}}\log 2+\sum _{k=2}^{\infty }(-1)^{k}{\frac {\log _{2}k}{k}},}
die der Reihe von Vacca sehr ähnlich ist.
Die Folge {\displaystyle \gamma _{n}} zeigt ein oszillierendes Verhalten mit asymptotisch langsam gegen 0 sinkender „Frequenz“. Bekannt ist, dass gilt:
{\displaystyle \limsup _{n\to \infty }{\frac {\ln |\gamma _{n}|}{n}}=\ln \ln n}

## Numerische Werte
| n  | Dezimalentwicklung von γn              | OEIS    |
| -- | -------------------------------------- | ------- |
| 0  | −0,577215664901532860606512090082 …    | A001620 |
| 01 | −0,0728158454836767248605863758749 …   | A082633 |
| 02 | −0,00969036319287231848453038603521 …  | A086279 |
| 03 | −0,00205383442030334586616004654275 …  | A086280 |
| 04 | −0,00232537006546730005746817017752 …  | A086281 |
| 05 | −0,000793323817301062701753334877444 … | A086282 |
| 06 | −0,000238769345430199609872421841908 … | A183141 |
| 07 | −0,000527289567057751046074097505478 … | A183167 |
| 08 | −0,000352123353803039509602052165001 … | A183206 |
| 09 | −0,000034394774418088048177914623798 … | A184853 |
| 10 | −0,000205332814909064794683722289237 … | A184854 |

## Verallgemeinerung
Für die Hurwitzsche Zetafunktion ist von Bedeutung:
{\displaystyle \gamma _{n}(a):=\lim _{N\to \infty }\left(\sum _{k=1}^{N}{\frac {\log(k+a)^{n}}{k+a}}-{\frac {\log(N+a)^{n+1}}{n+1}}\right),\quad n=0,1,2,\dotsc }